# Березін Володимир Ілліч
Володимир Ілліч Березін (справжнє прізвище Березовський (до 1868 року); 1841-1900) — інженер-мостобудівник, засновник премії Березина; колезький радник (1880), статський радник (1883), дійсний статський радник (1884).

## Біографія
Народився у 1841 році в дворянській сім'ї у Полтавської губернії.
У 1859 році закінчив кадетський корпус Бахтіна у місті Орел. У 1862 році отримав чин штабс-капітана і відрядження на навчання до Миколаївської інженерної академії у Санкт-Петербурзі.
У 1868 році Володимир Ілліч стає штатним викладачем математики і будівельної механіки. У тому ж році, 29 жовтня, він, прийнявши православ'я, став Березіним. За іншими джерелами, після замаху у 1867 році на Олександра II в Парижі польським анархістом Антоном Березовським, Володимир Ілліч просив імператора змінити своє прізвище, на що отримав найвищий дозвіл замість колишньої прізвища іменуватися Березіним.
Наприкінці 1868 року Березовського спрямували в Київське кріпосне інженерне управління для участі в будівництві моста під Києвом на лінії Курськ-Київ, автором якого і був Аманд Струве. Разом зі Струве, Березін зробив вагомий внесок у будівництво Кременчуцького мосту через Дніпро.
У 1875 року почався новий етап у житті Володимира Березовського — він став підрядником приватного  акціонерного товариства Оренбурзької залізниці. Будівництво Сизранського мосту (Олександрівського) через р. Волгу запроєктував видатний вчений-мостобудівник Микола Белелюбський. Керівником усього будівництва був Костянтин Михайловський, а виконавцем робіт — інженер Володимир Березін.

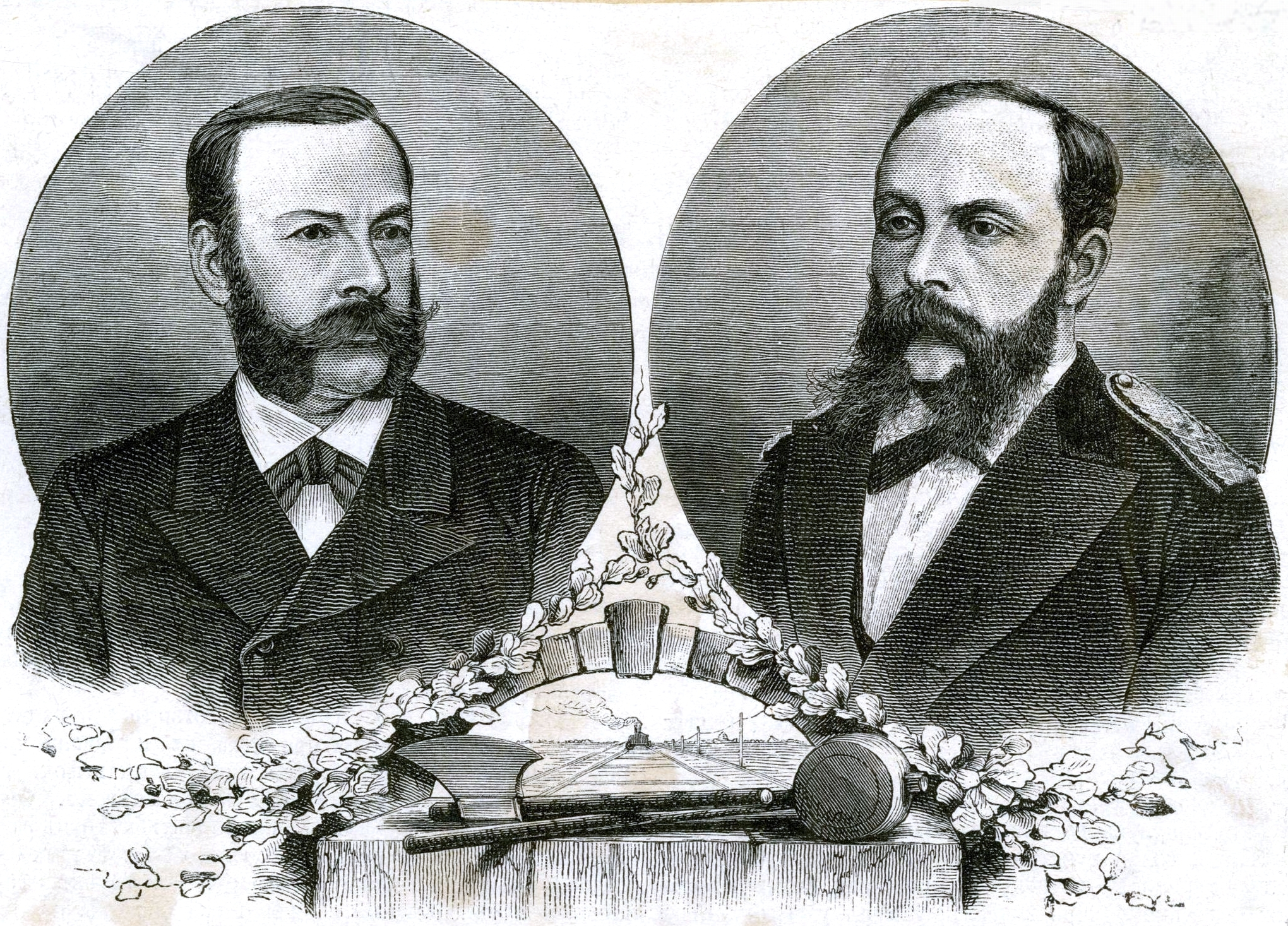
Березін та Белелюбський

30 серпня 1880 року журнал "Нива" помістив на обкладинку фотографії Миколи Белелюбського та Володимира Березіна (№ 38 за 1880 рік):
«…у присутності Міністра шляхів сполучення і місцевої влади, урочисто був відкритий рух на Олександрівському мосту біля Сизрані. Протягом цілого тижня перед відкриттям відбувався докладний огляд моста і випробування його урядовою комісією... Зібралася маса навколишніх жителів, було проведено в присутності гостей панахиду, і потім через міст пройшов перший поїзд у напрямку з Азії в Європу. На святковому обіді було проголошено кілька коротких промов про значення моста, а також багато захоплених тостів за Государя Імператора і на честь будівельників моста».

Наступний великий міст через р. Дніпро (зараз Амурський міст) Березін будував  вже на Катерининській залізниці у 1881—1884 роках. Дорогу прокладали, щоб з'єднати залізорудний район Кривого Рогу і Донецький кам'яновугільний басейн з метою розвитку металургійної галузі на півдні України. Криворізька (пізніше Катерининська) залізниця будувалась на кошти казни, до проєктування колії, штучних споруд було залучено багато відомих фахівців. Сам проєкт мосту належав Белелюбському. Проте, новий об'єкт значно відрізнявся від колишнього гіганта — моста через Волгу. У конструкціях його, що перекривають руслову частину Дніпра, застосували ферми з паралельними поясами і ґратами трьох розкісного типу з додатковими спадними розкосами. Крім того, міст біля Катеринослава двоярусний: по низу ферм проходила одноколійна залізниця, по верху — шосе шириною 6.4 м із двома тротуарами по 1.5 м. Спорудження складалося з 15 прогонів (по 83 м між осями опор).
1886 рік став у долі Володимира Березіна переломним. По-перше, він у віці 45 років розвівся зі своєю першою дружиною, з якою майже 20 років поділяв усі незручності і радості свого напівкочового способу життя. Березін зійшовся з дівчиною набагато молодшою за нього, красунею Ольгою Соловйовою. Існує романтична версія їхнього знайомства і взаємин. Якось довелося Березіну застрягти через сніжні замети на невеличкій станції десь у Донецькому краї. Березін закохався у доньку начальника цієї станції й умовив його віддати її йому в дружини. Плодом цієї сильної і жагучої любові стало маля — незаконнонароджений син, Михайло, якого усиновив брат Березіна — Петро Ілліч.
По-друге, він став приватним підприємцем, тобто вільним підрядником, і трудився в цій якості ще рівно десять років, до 1896 року, будуючи інфраструктуру Сибіру.

## Курорт Суук-Су
Після років важкої праці на Транссибіру в 1896 році Володимир Березін пішов у відставку. Він оселився у м. Ялта, на вулиці Боткіна, 2, а через два роки — у 1897 році — купив земельну ділянку на березі Чорного моря між Гурзуфом і Аюдагом, що носив назву Суук-Су. Подружня пара, Ольга Михайлівна Соловйова і Володимир Ілліч Березін, вирішили будувати дохідний курорт по типу західноєвропейських. Для цього самі і, залучаючи відомих зодчих, вони запроєктували всі об'єкти майбутнього санаторію. 

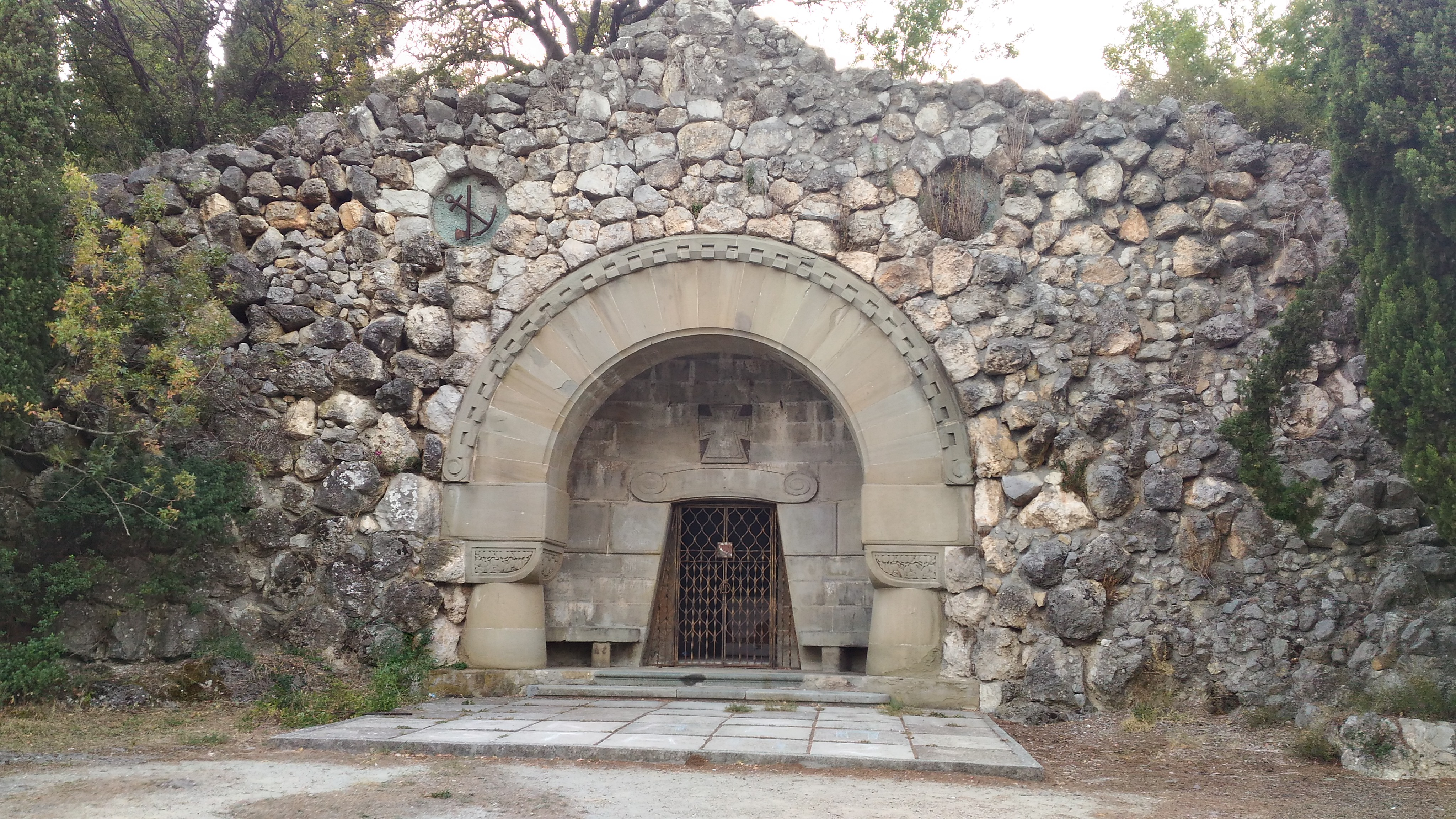
Склеп В.І. Березіна на території Артеку

Страждаючи раком горла, він виїхав лікуватися до Парижу, де після невдалої операції Володимир Березін помер 2 серпня 1900 року. Тіло його привезли на батьківщину і поховали в мавзолеї їхнього маєтку Суук-Су.
За заповітом інженера, вдова Березіна встановила стипендії талановитим, але бідним студентам Інституту інженерів шляхів сполучення в Санкт-Петербурзі. 
Після 1917 року курорт Березовських-Соловйових служив базою для відпочинку високопоставлених державних осіб, а в 1937 році його передали до складу оздоровлення юнаків — «Артек», як санаторій «Лазурний».